# جيورجيوس ايفريم
جيورجيوس ايفريم (باليونانية: Γεώργιος Εφραίμ)‏ (5 يوليو 1989 قبرص - ) هو لاعب كرة قدم قبرصي، يلعب كلاعب وسط.

## مسيرته الكروية
لعب جيورجيوس ايفريم خلال مسيرته الاحترافية مع 5 أندية في خمسة عشر موسمًا وسجل خلالها 57 هدفًا ضمن 255 مباراة. حيث فاز في خمسة مواسم بالكأس وفي سبعة مواسم بالدوري.
خاض جيورجيوس ايفريم مسيرته مع نادي أرسنال في موسم 2006–07 لمدة موسم واحد، لم يشارك في أي مباراة ولم يسجل أي هدف. ثم انتقل إلى نادي رينجرز في موسم 2007–08 ولمدة موسمين، حيث لم يشارك في أي مباراة ولم يسجل أي هدف أيضًا. لينتقل بعدها إلى نادي دندي في موسم 2008–09 لمدة موسم واحد، مشاركًا في 8 مباريات سجل خلالها هدفين. ثم انتقل إلى نادي أومونيا في موسم 2009–10 ليلعب معه خمسة مواسم، مشاركًا في 134 مباراة سجل خلالها 25 هدفًا. هذا وانتقل لاحقًا إلى نادي أبويل في موسم 2014–15 ليلعب معه ستة مواسم، مشاركًا في 113 مباراة سجل خلالها 30 هدف.

## روابط خارجية
- جيورجيوس ايفريم على موقع الاتحاد الأوربي (الإنجليزية)
- جيورجيوس ايفريم على موقع قاعدة بيانات كرة القدم.إي يو (الإنجليزية)
- جيورجيوس ايفريم على موقع ناشيونال فوتبول تيمز (الإنجليزية)
- جيورجيوس ايفريم على موقع Soccerbase.com (لاعب) (الإنجليزية)
- جيورجيوس ايفريم على موقع Soccerway.com (الإنجليزية)
- جيورجيوس ايفريم على موقع عالم كرة القدم.نت (الإنجليزية)
- جيورجيوس ايفريم على موقع AS.com (الإسبانية)